# Daiki Deoka
Daiki Deoka (出岡 大輝 Deoka Daiki?), född 16 augusti 1994 i Osaka prefektur, är en japansk fotbollsspelare.
Deoka började sin karriär 2017 i Thespakusatsu Gunma. 2018 flyttade han till Fujieda MYFC.